# Ærøya
Ærøya is een eiland buiten Hisøy in de gemeente Arendal, Noorwegen, en is onderdeel van het Nationaal park Raet.
Het eiland is onbewoond en heeft geen overblijfselen van nederzettingen. Het was zonder bos totdat de bark Iona op 3 december 1909 bij Havsøya verging. De kapitein aan boord van het zeilschip, Johan Osmundsen, dreef aan wal op Ærøya. Hierna besloot de toenmalige eigenaar van het eiland, minister Prebensen, dat het eiland met bomen moest worden beplant zodat schipbreukelingen daar beschutting konden zoeken in geval van een schipbreuk. Sindsdien heeft het eiland dennenbossen.
Het eiland van 0,12 km² ligt langs de kust van Skagerrak, ongeveer 700 meter ten zuiden van het grotere eiland Hisøy. De eilanden Havsøya en Merdø liggen in het noordoosten, de eilanden Store Torungen en Lille Torungen in het zuidoosten en het eiland Gjervoldsøy in het westen.